# 尼古拉·米列斯库
尼古拉·米列斯库·斯珀塔鲁（羅馬尼亞語：Nicolae Milescu Spătaru，1636年—1708年），俄语名尼古拉·加夫里洛维奇·斯帕塔里（俄语：Николай Гаврилович Спафарий），罗马尼亚作家、外交官、旅行家。
米列斯库是一名波雅尔，出生在摩尔达维亚公国的瓦斯卢伊，曾前往伊斯坦布尔学习，后返回雅西，被摩尔达维亚大公格奥尔基·斯特凡任命为首相。1660年至1664年担任该国驻其宗主国奥斯曼帝国的代表，后作为使者被派往柏林和斯德哥尔摩。他跟随格奥尔基·斯特凡一起流亡到斯德哥尔摩和什切青（1664-1667），并访问了路易十四统治下的法国，试图让路易十四协助他建立反奥斯曼同盟。
米列斯库后来参加反对大公斯特凡尼察·卢普的密谋，因而被大公命令砍去了鼻子。米列斯库逃到了德国境内，找到医生进行医治，重塑了鼻子。他再次前往伊斯坦布尔，在那里收到俄罗斯沙皇阿列克谢·米哈伊洛维奇·罗曼诺夫的信件，沙皇任命他为外交部首席翻译及外交官。米列斯库与耶路撒冷牧首多西修斯二世一起抵达俄罗斯。1674年主导了与瓦拉几亚和摩尔达维亚的谈判，试图召集二国参加由俄罗斯领导的反奥斯曼计划。1695年，米列斯库参加了彼得大帝的亚速战役。
1675年，米列斯库被任命为俄罗斯驻中国的大使，前往北京，1678年回国。米列斯库的主要任务是解决俄罗斯与中国之间的数次边界事件，并与中国建立永久贸易关系，以及对黑龙江（阿穆尔河）沿岸新并入俄罗斯的土地进行调查。